# Charaktertenor
Der Charaktertenor bezeichnet ein Rollen- und Stimmfach bei Opernsängern. 

## Stimmklang und Umfang
Man kategorisiert den Charaktertenor als Zwischenfach-Tenor: Seine Stimme ist im Vergleich zum lyrischen Tenor oder Tenorbuffo „schwerer“ und aufgrund eines durchdringenden, metallischen Stimmklangs idealerweise in der Lage, sich über einen ausladenden Orchesterklang hinaus abzusetzen.
Auf der anderen Seite ist der Charaktertenor (noch) kein dramatischer Tenor oder Heldentenor, sondern steht zwischen den so genannten lyrischen (leichteren) Fächern und den schwereren, dramatischen Fächern. Die Tessitura, also der Umfang, in dem sich der Hauptteil der zu singenden Noten befindet, ist meist tiefer als beim Tenorbuffo oder dem lyrischen Tenor. Ein Charaktertenor kann, muss aber nicht zum dramatischen Tenor werden. 

## Repertoire
Exemplarisch gehören Rollen wie Herodes in Richard Strauss’ Salome, Dr. Cajus in Giuseppe Verdis Falstaff, Loge in Richard Wagners Rheingold oder Mime in dessen Siegfried zum Rollenrepertoire. 
Viele Rollen des Charakterfachs sind neben der rein stimmlichen Klangcharakteristik auch eine Frage der sängerischen Erfahrung und des Alters. Vater- oder Schurkenrollen oder in Überzeichnung dargebotene komplexe Charaktere erfordern ein Höchstmaß an stimmlicher Variabilität in Bezug auf Ausdruck und Technik.
Die Rollenfächer sind im deutschen Musiktheaterbetrieb wesentlich strenger und differenzierter eingeteilt als im angelsächsischen Raum oder in Italien. Was den Charaktertenor betrifft, werden die ernsten Rollen deutlicher von den komischen abgesetzt. Im englischsprachigen Raum unterscheidet man nicht zwischen Tenorbuffo/Spieltenor einerseits und Charaktertenor andererseits, sondern spricht lediglich vom „character-tenor“, etwa einer jungen Tenor-Buffo-Stimme, die als „a young character tenor voice“ klassifiziert wird.

## Bedeutende Charaktertenöre
- Julius Patzak
- Peter Klein
- Paul Kuën
- Gerhard Unger
- Gerhard Stolze
- Alexei Maslennikow
- Heinz Zednik